# Rajgródek
Rajgródek (ukr. Райгородок) – wieś na Ukrainie w rejonie berdyczowskim obwodu żytomierskiego.
Wieś należała kolejno do Lubomirskich, Czosnowskich, od XVII wieku do Sarneckich herbu Ślepowron, następnie Meleniewskich również herbu Ślepowron.

## Zabytki
- Dom-dwór wybudowany w 1890 r. przez Stanisława Boreckiego w stylu toskańskim z wieżyczką przy wejściu, balkonami,  trójkątnymi frontonami wieńczącymi ścianę frontową i boczną. Wewnątrz obrazy Wyczółkowskiego, Chełmońskiego, biblioteka[3].